# Mbiali
Mbiali (ou Mbiale, Mbyali) est un village du Cameroun situé dans le département du Boumba-et-Ngoko et la région de l'Est, sur la route qui relie Yokadouma à Garessingo, Yola et Batouri, à proximité de la frontière avec la République centrafricaine. Il fait partie de la commune de Gari-Gombo.

## Population
En 1964, la localité comptait 479 habitants, principalement des Mbiemo (ou Mbimou). Lors du recensement de 2005, on y dénombrait 699 personnes.

### Articvles connexes
- Mpiemo (langue)